# Chorągiew tatarska Mustafy Sudycza

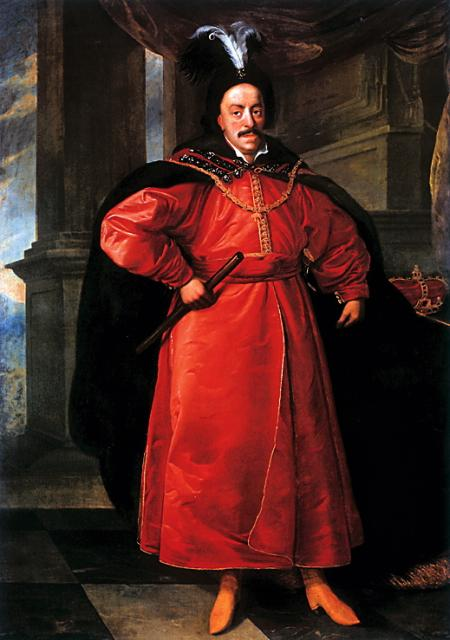
Po śmierci Jaremy Wiśniowieckiego, to Jan II Kazimierz prowadził armię koronną przeciwko powstańcom kozackim.

Chorągiew tatarska Mustafy Sudycza – chorągiew tatarska jazdy koronnej połowy XVII wieku.
Pod koniec 1652 roku, w skład armii koronnej, na której spoczywał ciężar wojny, wchodziło osiem chorągwi jazdy tatarskiej: Mustafy Sudycza, Adama Taraszewskiego, Chalembeka Murawskiego, Czymbaja Ułana, Mehmeta Czelebiego, Murzy Bohdanowicza, Michała Bydłowskiego i Mikołaja Pochojskiego.
Rotmistrzem chorągwi był Mustafa Sudycz.
Żołnierze tej chorągwi brali udział w działaniach zbrojnych powstania Chmielnickiego (1648 – 1655).
Wchodziła w skład wojsk koronnych prowadzonych jesienią 1654 przez hetmanów Stanisława Potockiego i Stanisława Lanckorońskiego w działaniach zbrojnych wojny polsko-rosyjskiej.. Wzięli udział w bitwie pod Ochmatowem.